# Reprezentacja Anglii w rugby union mężczyzn
Reprezentacja Anglii w rugby mężczyzn – narodowy zespół rugby union, który reprezentuje Anglię w meczach i turniejach międzynarodowych. Za jego funkcjonowanie odpowiedzialny jest Związek Rugby. Drużyna występuje w Pucharze Sześciu Narodów. Stadionem macierzystym reprezentacji jest położony w południowo-zachodnim Londynie Twickenham o pojemności 82 000 widzów.
Pierwszy międzynarodowy mecz reprezentacji Anglii w rugby (będący jednocześnie pierwszym na świecie) rozegrano 27 marca 1871 z reprezentacją Szkocji. Anglicy przegrali 1:0.
W roku 2015 Anglia była gospodarzem Pucharu Świata w rugby.

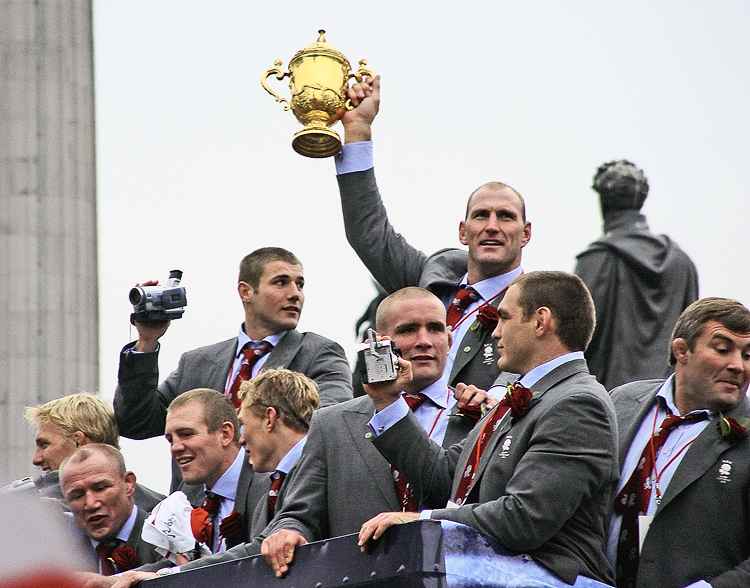
Zawodnicy reprezentacji podczas parady zwycięstwa w Londynie po zdobyciu mistrzostwa świata.

## Udział wPucharze Świata
| 1987 | –         | Ćwierćfinał  |
| 1991 | Gospodarz | II miejsce   |
| 1995 | Awans     | IV miejsce   |
| 1999 | Awans     | Ćwierćfinał  |
| 2003 | Awans     | Mistrzostwo  |
| 2007 | Awans     | II miejsce   |
| 2011 | Awans     | Ćwierćfinał  |
| 2015 | Gospodarz | Faza grupowa |
| 2019 | Awans     | II miejsce   |
| 2023 | Awans     | III miejsce  |